# 南德站
南德站（韓語：남덕역）是朝鮮民主主義人民共和國平安南道德川市南德洞的一個鐵路車站，属于平德线。

## 邻近车站
平德线
檜安站 - 南德站 - 济南站